# Циклофилін B
Циклофилін B (англ. Peptidylprolyl isomerase B) – білок, який кодується геном PPIB, розташованим у людей на короткому плечі 15-ї хромосоми.  Довжина поліпептидного ланцюга білка становить 216 амінокислот, а молекулярна маса — 23 743.
| 10         |  | 20         |  | 30         |  | 40         |  | 50         |
| ---------- |  | ---------- |  | ---------- |  | ---------- |  | ---------- |
| MLRLSERNMK |  | VLLAAALIAG |  | SVFFLLLPGP |  | SAADEKKKGP |  | KVTVKVYFDL |
| RIGDEDVGRV |  | IFGLFGKTVP |  | KTVDNFVALA |  | TGEKGFGYKN |  | SKFHRVIKDF |
| MIQGGDFTRG |  | DGTGGKSIYG |  | ERFPDENFKL |  | KHYGPGWVSM |  | ANAGKDTNGS |
| QFFITTVKTA |  | WLDGKHVVFG |  | KVLEGMEVVR |  | KVESTKTDSR |  | DKPLKDVIIA |
| DCGKIEVEKP |  | FAIAKE     |  |            |  |            |  |            |

A: Аланін

C: Цистеїн

D: Аспарагінова кислота

E: Глутамінова кислота

F: Фенілаланін

G: Гліцин

H: Гістидин

I: Ізолейцин

K: Лізин

L: Лейцин

M: Метіонін

N: Аспарагін

P: Пролін

Q: Глутамін

R: Аргінін

S: Серин

T: Треонін

V: Валін

W: Триптофан

Цей білок за функціями належить до ізомераз, ротамаз. 
Локалізований у ендоплазматичному ретикулумі.